# Swalms
Het Swalms (Limburgs: Zjwaams) is het plaatselijke Noordelijk Oost-Limburgs, zoals dat wordt gesproken in Swalmen. Swalmen uitspraakⓘ (in de eigen streektaal Zjwame) ligt even ten noorden van Roermond aan de rechterzijde van de Maas.

## Swalmer dialect
Het Swalmer dialect, dat zich overigens niet sterk onderscheidt van het Roermonds, kan dienen als model voor het Midden-Limburgs in het algemeen. Het is relatief goed gedocumenteerd. Nauw verwante plaatselijke dialecten als deze maken deel uit van eenzelfde regiolect, en vormen daarmee een ondergroep binnen een streektaal (als hier het Limburgs).

## Kenmerken
Hier volgt de vaste reeks herkenningswoorden voor de hoofdkenmerken van het Swalms (en andere Midden-Limburgse dialecten):
Voor de Nederlandse vormen respectievelijk:
- ik - maken - jij - boom - hond - slang - schaap en recht

heeft het Swalms:
- ich - make - doe - boum - hóndj - sjlang - sjaop - rech< >

### Sleeptoon en valtoon
In het Swalms wordt onderscheid gemaakt tussen sleeptoon en valtoon. Een goed voorbeeld hiervan is het woord sjoon. Sjoon met valtoon betekent 'mooi', terwijl sjoon met sleeptoon 'schoen' betekent. Sjoon als geschreven vorm voor het enkel- en meervoud voor 'schoen(en)' kent zelf ook het tonemische onderscheid tussen sleeptoon en stoottoon: eine sjoon ('één schoen', sleeptoon), twee sjoon ('twee schoenen', stoottoon). Het verschil tussen enkelvoud en meervoud blijkt hier overigens ook uit een bepalend woord ervoor: diene sjoon is een schoen, dien sjoon zijn er twee.

### Geen oneigenlijke tweeklank
In Swalmen wordt twee, groot en geweun gezegd, en niet twieë, groeat en gewuuen.

### Panninger Linie
Swalmen ligt ten oosten van de Panninger linie, waardoor in Swalmen van sjtad en sjtaon gesproken wordt. In het Zjwaams komt dus een "j" tussen de "s" en de "t". Dat geldt ook voor woorden die beginnen met /zjw-/, /sjl-/, enz.

### Aadenkaad
Waar in andere dialecten aojer, kaod, haoje gezegd wordt, is dat in het Zjwaams: ajer, kaad, en haje.

## Woordenschat
- veur de gekke jen voor de lol # zo vrek wie de sjtraot hondsbrutaal # mazesmiens! hemeltje-lief # aek azijn # tesseplak zakdoek # kniejp zakmes # flatse (zakken voor examen) # ‘’ koekeluitsjeete ‘’ een koprol maken
- bangesjieter / sjoewbóks bangerik # ‘’ ‘ne sjregkedek een klein of mager persoon # ‘’ kónkelefoeze bekokstoven # sjragkelig, óngerkómme bouwvallig # wule, sjörge woelen # sjravelkóntj, wuiles woelwater # ‘’ ‘ne poorgaandj’’ een lange slungelige vrouw of een lollige vrouw # ‘’ ‘ne lempes’’ lange jongen of man #
- ammezasie amusement # bedoemeld, sjmoedzelig beduimeld # aanhóddele aansukkelen # laote aansjleivere op zijn beloop laten # waers, taengesjtröps weerspannig
- moele, sjtechele, zich sjtraevele bekvechten # aafsjtraevele betwisten # käökmeug, kótsmeug beu, zat # biejeinsjammetere bijeenscharrelen # foepnaas wipneus
- boeddebaer boeman # battere bonken # óngerein chaos # batjakker deugniet # deunbiej, dunbie vlakbij # deesdes, dinsdigs dinsdags # goonsdig woensdag # sgoonsdes, sjwoonsdes 's woensdags
- klasjenere discussiëren # veur de laegenieks  doelloos # sjtervesbliej dolblij # doodgelökkig dolgelukkig # vazel, vazelig zwak
- opsjödde (koffie, thee) zetten # zanikzak, zemeleer zeurkous, zeurpiet # ozelig zielig #  zoermoos zuurkool # moeremoos wortelstamppot # profietelik zuinig, kieskeurig, zelfgenoegzaam # pallesaod stijve hark # ‘’ongelökkig’’ (es in: ‘n ongelökkig wich) gehandicapt (kind).

## Noot
1. ↑  Meuffels 2005